# Das Geheimnis der M-Strahlen
Das Geheimnis der M-Strahlen ist ein deutscher Stummfilm aus dem Jahre 1914, eine Mischung aus Melodram und Science-Fiction-Film. Unter der Regie von Viggo Larsen spielen er und seine langjährige Leinwandpartnerin Wanda Treumann die Hauptrollen. 

## Handlung
Dr. Buchmann ist ein Forscher und Wissenschaftler wie aus dem Lehrbuch. All sein berufliches Streben gilt der Erforschung heilender Strahlung. Dabei kommt seine Ehe mit der Drahtseilartistin Bella Mira eindeutig zu kurz. Seit ihrer Heirat hat Bella ihren Beruf aufgegeben und sich ganz dem Gatten und seiner Arbeit untergeordnet. Dr. Buchmann experimentiert wie fanatisch mit seinen M-Strahlen und treibt damit Bella in die Arme eines Anderen, dessen sich die einstige Artistin anfänglich noch zu erwehren versucht. Aus dieser Liaison entsteht sogar ein Kind, von dem Buchmann glaubt, es sei das Seinige. 
Eines Tages ist es soweit: Buchmann ist sich sicher, bei seinen Forschungen einen Durchbruch erzielt zu haben, und benutzt seine willige Gattin als Versuchskaninchen. Tatsächlich zeigen seine M-Strahlen anfänglich heilende Wirkung, doch auf die Dauer führen sie unvermeidlich zum Tode. Im Moment ihres Sterbens, der einer Selbstopferung gleichkommt, sieht Dr. Buchmann ein, was er mit all seinem unkontrollierten Forschungsdrang angerichtet hat, und nimmt sich im Moment dieser Erkenntnis das Leben.

## Produktionsnotizen
Das Geheimnis der M-Strahlen, entstanden nach einem Drehbuch des Krimiautors William Kahn, gilt trotz seiner stark melodramatischen Elemente als erster deutscher Science-Fiction-Film. Er entstand zum Jahresbeginn 1914 im Filmatelier von Berlin-Lankwitz und wurde am 24. April desselben Jahres uraufgeführt. Die Länge des mit Jugendverbot belegten Dreiakters betrug etwa 1030 Meter.

## Kritiken
Die Kinematographische Rundschau befand kurz „Der Film fesselt ungemein“, und das Grazer Tagblatt nannte den Film „ein höchst sensationelles Drama“, das „tadellos ausgeführt“ sei.